# Avril 1893

## Événements
- 4 avril, France : premier gouvernement Dupuy.
- 12 avril - 28 avril : prise de Djenné de Mopti et de Bandiagara au roi toucouleur Ahmadou par le colonel Louis Archinard, gouverneur civil et militaire du Soudan français.
- 14 avril : coup d’État d’Alexandre Ier Obrenovic en Serbie : il renverse les régents, abolit la Constitution libérale et s’attribue le pouvoir absolu.
- 18 avril : adoption, après une grève générale d'une semaine, du suffrage universel masculin tempéré par le vote plural en Belgique (vote plural).
- 28 avril : après la prise de Bandiagara, Aguibou, frère d’Ahmadou, qui s’est rallié à la France, est proclamé roi du Macina, mais il sera déposé en 1902.

## Naissances
- 7 avril :
  - Allen Dulles, diplomate américain.
  - Almada Negreiros, artiste portugais († 15 juillet 1970).
- 10 avril : Elmer Belt, urologue, chirurgien et pionnier de la chirurgie de réassignation sexuelle américain (mort en 1980).
- 11 avril : Lev Zadov, activiste politique ukrainien († 25 septembre 1938).
- 16 avril : Jean Camille Cipra, peintre français (mort en 1952).
- 20 avril : Joan Miró, peintre et céramiste espagnol († 25 décembre 1983).
- 20 avril : Harold Lloyd, acteur américain († 8 mars 1971).

## Décès
- 4 avril : Alphonse Pyrame de Candolle, botaniste suisse (° 1806).